# Боттштайн
Боттштайн (нім. Böttstein) — громада  в Швейцарії в кантоні Ааргау, округ Цурцах.

## Географія
Громада розташована на відстані близько 90 км на північний схід від Берна, 23 км на північний схід від Аарау.
Боттштайн має площу 7,4 км², з яких на 20,7% дозволяється будівництво (житлове та будівництво доріг), 33,8% використовуються в сільськогосподарських цілях, 34,9% зайнято лісами, 10,6% не є продуктивними (річки, льодовики або гори).

## Демографія
2019 року в громаді мешкало 3919 осіб (+6,8% порівняно з 2010 роком), іноземців було 41,4%. Густота населення становила 527 осіб/км².
За віковим діапазоном населення розподілялося таким чином: 19,2% — особи молодші 20 років, 60% — особи у віці 20—64 років, 20,7% — особи у віці 65 років та старші. Було 1643 помешкань (у середньому 2,3 особи в помешканні).
Із загальної кількості 1630 працюючих 31 був зайнятий в первинному секторі, 676 — в обробній промисловості, 923 — в галузі послуг.